# Heterotrigona itama
Heterotrigona itama är en biart som först beskrevs av Cockerell 1918.  Heterotrigona itama ingår i släktet Heterotrigona, och familjen långtungebin. Inga underarter finns listade.

## Utseende
Ett långsmalt, övervägande svart bi (antennerna är dock ljusare) med varierande längd och vingfärg.

## Ekologi
Släktet Tetrigona tillhör de gaddlösa bina, ett tribus (Meliponini) av sociala bin som saknar fungerande gadd. De har dock kraftiga käkar, och kan bitas ordentligt. Boet skyddas aggressivt av arbetarna.

## Utbredning
Heterotrigona itama är en sydöstasiatisk art som påträffats i Thailand, Singapore, Brunei, Indonesien och Malaysia.